# Brian Umony
Brian Umony (Jinja, 12 dicembre 1988) è un calciatore ugandese, attaccante del Proline.

## Palmarès

### Club

#### Competizioni nazionali
- Uganda Super League: 2

Kampala City: 2008, 2014
- Premier Soccer League: 1

SuperSport United: 2009-2010
- Ethiopian Premier League: 2

Saint-George: 2015-2016, 2016-2017